# Mokrz
Mokrz (niem. Antonswald) – osada w Polsce położona w województwie wielkopolskim, w powiecie szamotulskim, w gminie Wronki.
W latach 1975–1998 miejscowość należała administracyjnie do województwa pilskiego.
Przez wieś przebiega droga wojewódzka nr 149 i linia kolejowa nr 351.
W 1943 okupanci niemieccy wprowadzili dla miejscowości nazwę hitlerowską Antonswald. Przystanek kolejowy w Mokrzu jest popularny w okresie jesiennym, jako punkt wyjściowy licznych grzybobrań.